# Nassiet
Nassiet település Franciaországban, Landes megyében. Lakosainak száma 316 fő (2022. január 1.). Nassiet Amou, Bonnegarde, Brassempouy, Castaignos-Souslens, Cazalis, Marpaps és Momuy községekkel határos.

## Népesség
A település népességének változása:
| Lakosok száma | 334  | 285  | 262  | 269  | 347  | 355  | 344  | 325  | 320  | 316  |
|               | 1968 | 1982 | 1990 | 2006 | 2013 | 2015 | 2017 | 2019 | 2020 | 2022 |